# Bernard Pyne Grenfell

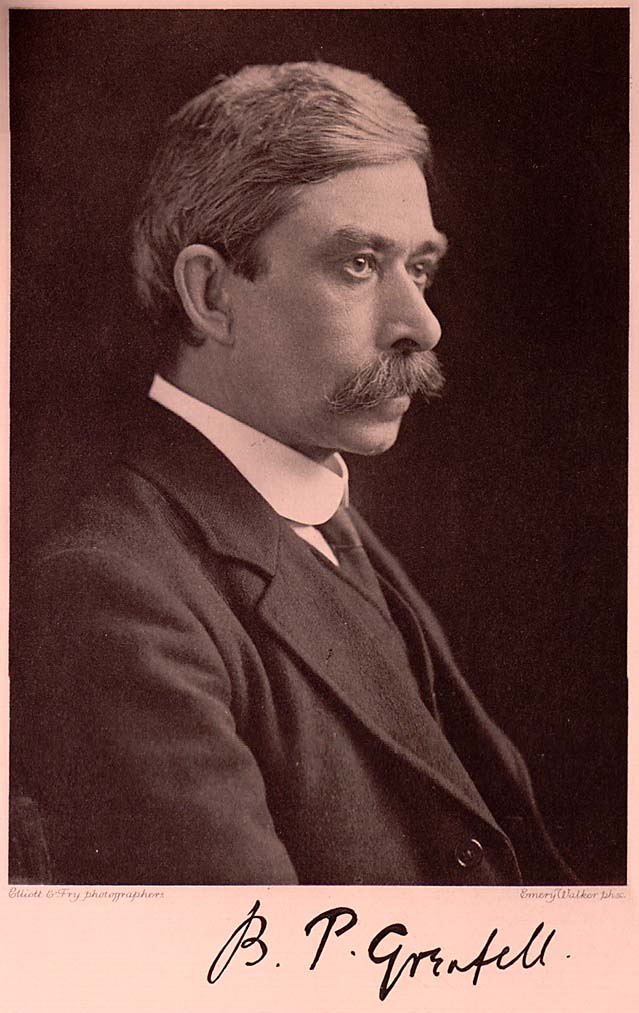

Bernard Pyne Grenfell (Birmingham, 16 december 1869 - Eley bij Perth, 18 mei 1926) was een Brits wetenschapper en Egyptoloog. 

## Biografie
Grenfell studeerde aan Queen's College aan de Universiteit van Oxford (1888-1892). Met zijn vriend en collega Arthur Surridge Hunt ging hij in 1894 naar Egypte om daar deel te nemen aan de archeologische opgravingen in Oxyrhynchus waar ze enorme hoeveelheden papyrus vonden, de zogenaamde Oxyrhynchus papyri. Daaronder bevonden zich de oudste papyrusfragmenten van het Nieuwe Testament en de Septuaginta (de Griekse vertaling van het Oude Testament). Ook werden vele papyrusfragmenten aangetroffen van klassieke Griekse auteurs, veel ouder dan de middeleeuwse kopieën die toen voorhanden waren. Naast veel bijbels materiaal werden ook onbekende Nieuwtestamentische apocriefen. Een aantal van hen konden pas decennia later worden geïdentificeerd als behorend tot het Evangelie van Thomas. Ook werden de Oxyrhynchus logia ontdekt, niet-canonieke uitspraken op naam van Jezus.
Grenfell en Hunt hebben alle papyrusfragmenten beschreven en gepubliceerd in The Oxrhynchus Papyri, waarvan de redactie in handen was van het duo. In de periode 1898-1922 verschenen 15 delen. 
In 1895 waren Grenfell en Hunt de eerste archeologen die betrokken waren bij de opgravingen in Karanis (Eygpte).
Grenfell werd in 1894 onderzoeker aan Queens College en in 1908 werd hij benoemd tot de eerste hoogleraar papyrologie aan de Universiteit van Oxford (tot 1913). In 1919 werd hij Honorary Professor en Joint Professor. In 1921 moest hij om gezondheidsredenen zijn hoogleraarschap neerleggen. Hij werd opgenomen in het sanatorium in St Andrews (Schotland). Later werd hij behandeld in de psychiatrische kliniek in Eley bij Perth waar hij in 1926 overleed.

## Publicaties
- B. P. Grenfell, A. S. Hunt: Sayings of Our Lord from an early Greek Papyrus, Egypt Exploration Fund 1897
- B. P. Grenfell, A. S. Hunt: The Oxyrhynchus Papyri, dln. I - XVII, Egypt exploration Fund, London 1898-1927
- B. P. Grenfell, A. S. Hunt en D. G. Hogarth: Fayûm Towns and Their Papyri, London 1900